# Ai~n Taisō / Ai~n! Dance no Uta
Singles par Mini Moni
Mini Moni Hina Matsuri! (...)
(2002) Genki Jirushi no Ōmori Song (...)
(2002)
 Ai~n Taisō / Ai~n! Dance no Uta  (アイ〜ン体操 / アイ〜ン!ダンスの唄, aussi transcrit  Ain Taiso, Aīn Taisō, Aiin Taisou...) est le 5e single du groupe Mini Moni, sous-groupe de Morning Musume ; le single est cette fois une collaboration avec l'humoriste Ken Shimura dans son personnage comique nommé Baka Tono Sama, et est en fait attribué à Baka Tono Sama to Mini Moni Hime (バカ殿様とミニモニ。姫).

## Présentation
Le single sort le 24 avril 2002 au Japon sous le label Zetima, produit par Tsunku. Il atteint la 3e place du classement de l'Oricon. Il se vend à 93 440 exemplaires la première semaine, et reste classé pendant neuf semaines, pour un total de 212 230 exemplaires vendus durant cette période. Il sortira aussi au format "Single V" (VHS et DVD) deux mois plus tard, le 5 juin 2002, contenant les clips vidéo des chansons.
C'est un single "double face A", contenant deux chansons et leurs versions instrumentales, dont les textes sont construits autour de l'interjection Ai~n, régulièrement utilisée par le personnage de Baka Tono Sama. Les deux chansons figureront sur le premier album du groupe, Mini Moni Song Daihyakka Ikkan qui sortira deux mois plus tard. Seule la deuxième chanson, Ai~n! Dance no Uta, est cette fois écrite et composée par Tsunku ; elle sera également remixée sur la compilation commune Petit Best 3 qui sortira en fin d'année.
Membres du groupe
Mari Yaguchi ; Nozomi Tsuji ; Ai Kago ; Mika Todd

## Liste des titres
| 1. | Ai~n Taisō (アイ~ン体操)                                        | Hiroyuki Tomonaga / A. Takashima / T. Konishi | 2:57 |
| 2. | Ai~n! Dance no Uta (アイ~ン! ダンスの唄)                        | Tsunku / Tsunku / Hideyuki "Daichi" Suzuki    | 3:20 |
| 3. | Ai~n Taisō (Original Karaoke) (...オリジナル・カラオケ)         | (...) / Akihiko Takashima / Takao Konishi     | 2:56 |
| 4. | Ai~n! Dance no Uta (Original Karaoke) (...オリジナル・カラオケ) | (...) / Tsunku / Hideyuki "Daichi" Suzuki     | 3:16 |

| 1. | Ai~n Taisō (アイ~ン体操) (clip vidéo)                 |  |
| 2. | Ai~n! Dance no Uta (アイ~ン! ダンスの唄) (clip vidéo) |  |